# Hip hop v Česku
Hip hop v Česku a Československu, respektive rap jako vokální složka hip hopu, se vyvíjel od 80. let minulého století. V československých podmínkách se Praha stala prvním centrem hip hopu, následně se však tento typ tvorby rozšířil i do dalších měst, například Brna a Plzně. První vlivy hiphopové subkultury, zejména graffiti, přebírali čeští nadšenci z Berlína. Proto byli první tuzemští rappeři 90. let hlavně writeři.
Českoslovenští rappeři se většinou drží staré školy hip hopu. Úplně první, kdo vytvořil něco, co se dá nazvat hip hopem, byl Lesík Hajdovský a jeho skupina Manželé, když v roce 1984 vyšlo album Jižák/Na Dně, který obsahuje legendární píseň Jižák.

## Počátky českého Hip-hopu
Prvním hudebníkem, který v tehdejším Československu použil rap jako výrazový prostředek, byl Lesík Hajdovský s kapelou Manželé, kteří v roce 1984 vydali album Kamufláž. Na něm asi nejznámější skladba Jižák vešla v širší známost v polovině 90. let díky remixu skupiny Peneři strýčka Homeboye (PSH), která patří mezi průkopníky českého hip-hopu jako takového. Z hip hopu také přiznaně čerpala skladba Petera Nagye Taxis z alba Chráň svoje bláznovstvá (1984), inspirovaná skladbou The Message (1982) od Grandmastera Flashe & The Furious Five, nebo skladba české skupiny OK Band Poselství z alba Disco! (1985), poznamenání hodná je také skladba zpěvačky Jitky Zelenkové a diskžokejů Jakuba Jakoubka a Miloše Skalky autorství Ondřeje Soukupa Někdo nám do toho vlez z roku 1984, která reflektovala boom tohoto stylu v zahraničí, z podobného ranku je i sklada Miroslava Žbirky V-klub z alba Nemoderný chalan (1984) autorství Laco Lučeniče. Vliv hip hopu nelze upřít ani některým skladbám Jiřího Korna ve spolupráci s hudebníky skupiny Pražský Výběr (Karel nese asi čaj, 1986). Hiphopové formy se chopila i pražská novovlnná skupina Precedens ve skladbě Tichá noc z alba Věž z písku (1988). Za průkopníky fúze hip hopu s rockem, resp. hard rockem lze považovat hradeckou skupinu Piráti (1988-1991). Po revoluci se ve větší známost dostala skupina J.A.R. kombinující funky s rapem. Mediálně známější se však v počátcích stala skupina Chaozz založená v roce 1995, která se se svým trackem Policijééé dostala až na přední místa komerčních hitparád. V roce 1998 nahráli své první album pražští Syndrom Snopp. V Moravskoslezském kraji byli aktivní Rhymes Street Squad. Historicky významnou oficiální deskou je kompilace východoevropského hip-hopu East Side Unia.

## Český rap v letech 2000–2004
Začátkem dekády už bylo českých rapperů a hip-hopových uskupení nemálo, což dokumentují dvě rozsáhlé celonárodní kompilace Lyrik Derby. První nekomerčně úspěšnou hip-hopovou deskou se v roce 2001 stal Repertoár od PSH. Plzeňská skupina Divokej Západ vydala v roce 2002 CD. O rok později vyšly desky od dua Indy & Wich a rappera P.H.A.T. z Prahy a CD od skupiny DeFuckTo ze Zlína.
Velký význam pro další rozvoj hip-hopu v ČR měl bezpochyby třídenní festival Hip Hop Kemp poprvé konaný v roce 2002 v Pardubicích, který byl první velkou příležitostí v zemi vidět hip-hopové hudebníky ze zahraniční, a který nabídl i prostor pro graffiti, breakdance a beatbox. Akce si časem získala evropský věhlas a s německým festivalem Splash! dnes patří k největším hip-hopovým akcím v Evropě.

## Nové směry
V roce 2004 vychází CD kontroverzních Supercrooo, které hudební vydavatelství album nejprve odmítla vydat pro obscénnost. Za hybnou sílu českého hip-hopu lze považovat label P.A.trick Records.
V roce 2005 nastupuje na scénu mnoho dalších českých raperů, o kterých se dá říct, že nastartovali novou éru tzv. gangsta rapu. Jsou to hlavně Hugo Toxxx a Tafrob. Tento druh rapu je však v Česku (vzhledem k jeho geografické poloze a tedy takřka absenci elementů typu ghett, mafie, kuplířství) poněkud neopodstatněný.

## Formování českých labels
V roce 2007 přichází na scénu velmi progresivní label Bigg Boss pod vedením Vladimira 518. Svou neobyčejnost a jisté oproštění od starých, zažitých a neprogresivních tendencí dal najevo svým první releasem. Byla jím deska Neurobeat od kontroverzní skupiny umělců, jež již za hip hop považovat spíše nelze, a sice Sifonova WWW. Ve stejném roce konečně vydává své sólo i LA4, člen skupiny Indy & Wich. Byl založen label Azurit Kingdom.
V roce 2008 vydává sólové album Jay Diesel (Skoop), Vladimir 518 z PSH a Hugo Toxxx ze Supercrooo. Dále vychází kompilace 20Ers dokumentující 20 let od začátku českého rapu. Obsahuje dvě části: nově nahranou část a sbírku legendárních českých songů. Nakonec vyšlo také album od Jamese Colea (SuperCroo) a Oriona (PSH) s názvem Orikoule. V roce 2008 vzniká první dokumentární film mapující hip hop v ČR pod názvem Česká RAPublika. Premiéra filmu byla 28. 11. 2008.
Rok 2009 přinesl nové album od Tafroba s názvem Sup (odvozené od jeho příjmení) a deska od BPM – Horizonty.
Produktivní byl rok 2010, kdy vyšlo mnoho nových počinů a byly založeny dva nové labely: Ty nikdy založen 2006 (IdeaFatte, Paulie Garand, Rest, apod.) a PVP Label (MAAT, Emeres apod.). Z alb vyšla nová deska od Emerese – Mount Emeres, Maat – All-in, LA4 – Gyzmo, PSH – Epilog, Rest a DJ Fatte – Premiéra, IdeaFatte – Doma, Paulie Garand – Harant, Ryes a Kenny Rough – Páni kluci, James Cole – Halucinace ze 3. patra a Prago Union – Dezorient Express, za které si dokonce odnesli Anděla 2010 za hiphopové album roku. Album také vydal Sergei Barracuda – Pouliční ekonomická, ostravský street rap pod labelem Azurit Kingdom.
V roce 2011 vyšlo album od Hugo Toxxxe – Legální drogy a Ilegální kecy.

## Další diferenciace českého rapu – žánr trap
Převratný byl hlavně rok 2012, kdy novátorská, uvěřitelná a temná tvorba Tylera Durdena s jeho skupinou Gynger Money Gang přinesla na českou hudební scénu zcela novou vlnu rapperů. V tomto roce na sebe poukazuje seskupení YZO Empire. Logic a Jackpot vydávají společné EP s názvem Pod vlivem, které produkoval Cassius Cake. 
V roce 2013 vydal Ektor své převratné album s DJ Wichem – Tetris. Marpo se svým labelem Troublegang vydal historicky jeho nejúspěšnější desku RIOT! Díky tomuto albu se vyšvihl na 2. místo nejsledovanějšího českého rappera v ČR na Facebooku (přes 100 000 fanoušků). Slovenský Kontrafakt vydal své album Navždy, které mělo velký úspěch v České republice. V roce 2013 vydává skupina YZO Empire (později zakladatelé labelu Milion+ Entertainment) desku YZOTAPE (Logic, Jimmy Dickson), která toto seskupení dostala do popředí. Pastor z labelu Azurit Kingdom vydava album Adyos.
V roce 2014 vydal Hugo Toxxx svůj mixtape Trashrap a Ektor se velmi proslavil díky svému hitu Jak Jinak, merch Detektor měl velký úspěch už před vydáním alba. Byl založen label Blakkwood Records (MAAT, Projekt Asia, Jay Diesel apod.), který se dá považovat za nástupce PVP Labelu.
V roce 2015 vydal Ektor své velmi úspěšné album Detektor a Viktor Sheen s Renne Dangem vydali společné album Projekt Asia, které mělo také úspěch. Pod nakladatelstvím Blakkwood Records vydal také své album Fosco Alma z legendárních MAAT, které nese název Foscoismus 2. Nejúspěšnějšími skladbami byly Zdi s kytaristou Petrem Lebedou a 5 minut se zpěvačkou Sharlotou. Vzniká nové nakladatelství Milion+ Entertainment a jeho zakladatel, rapper Logic vydává velmi úspěšné album Yzomandias a díky němu se stává jedním z nejvýznamnějších mladých rapperů v České republice. V tomto roce vydává album skupina IdeaFatte (IF) s názvem RAP a díky svému osobitému zvuku deska měla velmi pozitivní ohlas a recenze. Paulie Garand vydává desku Boomerang pod labelem Tynikdy. Albem Sick vyrukoval do světa také zástupce grime rapu v České republice – Smack a za toto album získává ocenění Anděl a obhajuje tak tuto prestižní cenu.

## Další vývoj
V roce 2016 Marpo vydal album Lone Survivor, které se stalo nejprodávanější v ČR a jako první rapper v ČR udělal koncert v hale (Incheba aréna – Praha), kde i pokřtil své 6. studiové album Lone Survivor. Ektor vydal album Detektor 2. Protiva vydal svůj mixtape s názvem „04970409“ s veleúspěšným singlem „Prosit nebudu“. Logic vydal další album s názvem Ze dna (+ album „Gudlak“ společně s Gumbgum) a opět měla velmi pozitivní ohlasy. Jimmy Dickson vydal desku Origami, která také přispěla k celkovému vzestupu celého labelu Milion+. Hasan vydal přelomové album Oceán a Robin Zoot úspěšné album Cocktail Party, a to obojí také pod Milion+. Velmi úspěšný počin vyprodukoval také DJ Wich a jeho deska Veni Vidi Wich se okamžitě zařadila mezi nejposlouchanější alba tohoto roku.
Rok 2017 přinesl zajímavý projekt pod labelem Milion+ a to JUSTiCE 44 (Lvcas Dope, Robis, Dokkey, Damage 036). Paulie Garand vydal desku Nirvana a dá se očekávat velký úspěch. Gumbgu aka. Karlo vydal úspěšné album 666 z trilogie (333, 666, 999). V tomto roce spáchal sebevraždu uznávaný rapper Jackpot. Yzomandias aka Logic vydal pod svým labelem Milion+ album „Zhora vypadá všechno líp“. A Nik Tendo s producentem Deckym Beats vydali desku s názvem alba: „GoldKid“ také pod labelem Milion+.
Rok 2018 Marpo vydal album „Dead Man Walking“. Rest vydal úspěšné album „Restart“. Yzomandias vydal desku úspěšné album „Sbohem Roxano“. Debutové album vydal Nik Tendo „7“. A v září vydá Sergei Barracuda album „Pouliční ekonomická 3“. Viktor Sheen s Jicksonem vydávají pod labelem Milion+ společné album „Grál“. Robin Zoot a DJ Rusty vydají pod stejným labelem desku s názvem „Tvoje máma ví co je nám*d“.
V undergroundu též vzniká label zvaný Melancholic Music, který zakládá rapper Plastic (dnes již Nikøtin), který se rychle dostává na oči scény. Nabírá do něj JxK, duo Post Mortem (Dayne Gød a LatroZwarex), ALONE a další.

## Od roku 2019
V roce 2019 vydal Hasan desku s názvem „Hasan“, Decky vydal album „Kingpin“, Yzomandias vyda své již 5. album „Dobrá duše, srdce ze zlata“ a Nik Tendo vydal album „Fatamorgana“. To vše pod labelem Milion+. Album vydal i Viktor Sheen s názvem „Černobílej svět“. Hugo Toxxx vydal po 6leté pauze album 1000 se kterým vyhrál Cenu Anděl v kategorii rap.
Cashanova Bulhar v roce 2020 vydal album „Rap disco evoluce“, na kterém neměl žádného hosta. Labello vydal svoje debutové album Pop. Nik Tendo vydal EP „Restart“, které považuje za nejlepší věc, co kdy nahrál. Robin Zoot v červnu vydal album „Pouzar“. V srpnu vychází velmi úspěšné EP „Melanž“ od Yzomandiase, na kterém hostuje Nik Tendo, který zároveň následně v září vydává EP „Lunazar“, které je pokračováním dříve téhož roku vydaného EP „Restart". V říjnu Viktor Sheen vydává album Barvy, Hasan vydává tentýž měsíc nové album nesoucí název „Prototyp“. Yzomandias vydává v listopadu vinylovou desku EP „Melanž“ a oznamuje nové album s názvem „Prozyum“ k němuž v únoru následujícího roku vychází i deluxe verze alba „Prozyum (Director's cut)“. Originální verze alba "Prozyum" navíc obdržela Cenu Anděl v kategorii rap. Další album, nesoucí název „Thug Love Sofia“, vydává v listopadu také Ca$hanova Bulhar.

## Nejznámější české hip-hopové a rapové labely
• č1 na české scéně je hudebník známí jako REDZED. (Nejposlouchanější zpěvák na spotify)
- Milion+ Entertainment  (Yzomandias , Nik Tendo, Jickson, Jackpot († 2017), Robin Zoot, Karlo, Hasan, Decky, Koky, SaraRikas)
- BiggBoss (PSH – Vladimir518, Orion, Mike Trafik, DJ Alyaz, NobodyListen, WWW, DJ Doemixxx, Beatbustlers, Maniak)
- Supercrooo (James Cole, Hugo Toxxx)
- Ty Nikdy (Idea, Rest, DJ Fatte, Boy Wonder, Paulie Garand, Kenny Rough, MC Gey, Dubas, FNTM, INPHY, Roseck, DJ AKA, DTonate, Martin Matys)
- Gynger Money Gang (Tyler Durden, Kaarlem)
- Hypno 808 (Hugo Toxxx, Marat, White Russian (dříve Igor), Freezer, Frank Flames, DJ Nuff, 4Row, Jointel, Peacock, Abe, yeezuz2020, Lucas, 5 Gang, Dyrty, Stokar, Vae Cortez, Huclberry, Doemixxx, Voodoo Beats, Kriso)
- Illegal Music (Schyzo, Sato, Dyzivv, Pyko Fatal, Saka, Kayle)
- Archetyp 51 (Smack, Tchagun, Barenz, Gruzo, Dryman, Chik, Norman, Pirez, Rados, Wbwoy)
- 2lboyz (Cashanova Bulhar, klebold, Patrik love Icy l, Niki 2lauda, Ggunja, Tropy aya, Illja, Arian730)
- Blakkwood Records (nástupce PVP Labelu) (MAAT, Fosco Alma, LD, Lucas Blakk, Renne Dang, Refew, Sharlota, Jay Diesel, Ceha, Leryk, Jakub Stelzer, Koukr, Roleeexx, 3dworld, Bucca, Jaroslav Oláh, Mooza)
- 1312 Records (Michajlov, Daniel Vardan, Robin Tent)
- ZNK (Řezník, DeSade, Haades Pes, Evil Dope, Byzo, Astral One, DJ Ill Rick)

## První skupiny v Česku a Slovensku
- 1981 – Lesík Hajdovský a Manželé
- 1988 – Piráti
- 1989 – J.A.R.
- 1991 – Rapmasters
- 1992 – Naughty Boyz
- 1993 – PSH
- 1993 – WWW Neurobeat
- 1994 – Crackers (Naughty boyz)
- 1995 – Chaozz (UNIT + Flavmatic)
- 1995 – A.M.O.
- 1995 – L.U.Z.A.
- 1997 – Syndrom Snopp (DJ Smog odchází z Chaozzu a s Gipsym zakládá Syndrom Snopp)
- 1997 – Rigor Mortiz
- 1997 – Naše věc
- 1998 – K.O.Kru (Supercrooo, Dixxx)
- 1998 – Indy & Wich
- 1998 – Pio Squad
- 1999 – DeFuckTo

## Jednotlivé české labely

### Milion+ Entertainment
Label Milion+ vznikl v roce 2015 z původního uskupení YZO Empire. Label aktuálně čítá celkově 12 členů, z toho 9 interpretů.
V roce 2017 umírá člen Jackpot, na přelomu let 2017 a 2018 opouští label Lvcas Dope kvůli interním neshodám. V říjnu 2020 label opouští slovenský producent Konex, který se vydává na sólovou kariéru.
Projekty tohoto labelu jsou dlouhodobě jedny z nejúspěšnějších, a to jak v žebříčcích (například Nik Tendo), tak i celkovým uznáním (Yzomandias je dlouhodobě považován za nejzásadnějšího reprezentanta nové vlny v Česku). Label spolupracuje s mnoha zahraničními interprety i uskupeními, mezi ty nejvýraznější spolupráce lze řadit například italské uskupení Dark Polo Gang nebo polského interpreta Žabson.